# Zona habitável galáctica
Em astrobiologia e astrofísica planetária, a zona habitável galáctica é a região de uma galáxia na qual seria maior a probabilidade de vida se desenvolver. O conceito de zona habitável galáctica analisa vários fatores, como metalicidade (a presença de elementos mais pesados que hidrogênio e hélio) e a taxa e densidade de grandes catástrofes, como supernovas, e os usa para calcular quais regiões de uma galáxia são mais prováveis para formar planetas terrestres, desenvolver inicialmente vida simples e fornecer um ambiente adequado para que essa vida evolua e avance. De acordo com uma pesquisa publicada em agosto de 2015, galáxias muito grandes podem favorecer o nascimento e o desenvolvimento de planetas habitáveis mais do que galáxias menores, como a Via Láctea. No caso da Via Láctea, acredita-se comumente que sua zona habitável galáctica seja uma coroa circular com um raio externo de cerca de 10 kiloparsecs (33.000 anos luz) e um raio interno próximo ao Centro Galáctico (com ambos os raios sem limites rígidos).
A teoria da zona habitável galáctica tem sido criticada devido à incapacidade de quantificar com precisão os fatores que tornam uma região de uma galáxia favorável ao surgimento de vida. Além disso, simulações de computador sugerem que as estrelas podem mudar suas órbitas em torno do centro galáctico de forma significativa, desafiando pelo menos parte da visão de que algumas áreas galácticas são necessariamente mais vitais do que outras.

## Antecedentes
A ideia da zona habitável foi introduzida em 1953 por Hubertus Strughold e Harlow Shapley e em 1959 por Su-Shu Huang como a região em torno de uma estrela na qual um planeta em órbita poderia reter água em sua superfície. A partir da década de 1970, cientistas planetários e astrobiólogos começaram a considerar vários outros fatores necessários para a criação e sustentação da vida, incluindo o impacto que uma supernova próxima pode ter no desenvolvimento da vida. Em 1981, o cientista da computação Jim Clarke propôs que a aparente falta de civilizações extraterrestres na Via Láctea poderia ser explicada por explosões do tipo Seyfert de um núcleo galáctico ativo, com a Terra sendo poupada dessa radiação em virtude de sua localização na galáxia. No mesmo ano, Wallace Hampton Tucker analisou a habitabilidade galáctica em um contexto mais geral, mas o trabalho posterior substituiu suas propostas.
A moderna teoria da zona habitável galáctica foi introduzida em 1986 por L. S. Marochnik e L. M. Mukhin, do Instituto Russo de Pesquisas Espaciais, que definiram a zona como a região na qual a vida inteligente poderia florescer. Donald E. Brownlee e o paleontólogo Peter Ward expandiram o conceito de uma zona habitável galáctica, bem como os outros fatores necessários para o surgimento de vida complexa, em seu livro de 2000 Rare Earth: Why Complex Life is Uncommon in the Universe (Terra Rara: Por que a Vida Complexa é Incomum no Universo). Nesse livro, os autores usaram a zona habitável galáctica, entre outros fatores, para argumentar que a vida inteligente não é uma ocorrência comum no Universo.
A ideia de uma zona habitável galáctica foi desenvolvida em 2001 em um artigo de Ward e Brownlee, em colaboração com Guillermo Gonzalez da Universidade de Washington. Nesse artigo, Gonzalez, Brownlee e Ward afirmaram que as regiões próximas ao halo galáctico não teriam os elementos mais pesados necessários para produzir planetas terrestres habitáveis, criando assim um limite externo para o tamanho da zona habitável galáctica. Estar muito perto do Centro Galáctico, no entanto, exporia um planeta habitável a inúmeras supernovas e outros eventos cósmicos energéticos, bem como impactos cometários excessivos causados por perturbações da nuvem de Oort da estrela hospedeira. Portanto, os autores estabeleceram um limite interno para a zona habitável galáctica, localizada fora do bojo galáctico.

## Considerações
Para identificar um local na galáxia como parte da zona habitável galáctica, uma variedade de fatores deve ser considerada. Estes incluem a distribuição de estrelas e braços espirais, a presença ou ausência de um núcleo galáctico ativo, a frequência de supernovas próximas que podem ameaçar a existência de vida, a metalicidade desse local e outros fatores. Sem cumprir esses fatores, uma região da galáxia não pode criar ou sustentar vida com eficiência.

### Evolução química

A metalicidade do disco galáctico fino é muito maior do que a do halo galáctico periférico

Um dos requisitos mais básicos para a existência de vida em torno de uma estrela é a capacidade dessa estrela de produzir um planeta terrestre de massa suficiente para sustentá-la. Vários elementos, como ferro, magnésio, titânio, carbono, oxigênio, silício e outros, são necessários para produzir planetas habitáveis, e a concentração e as proporções destes variam em toda a galáxia.
A razão elementar de referência mais comum é a de [Fe/H], um dos fatores que determinam a propensão de uma região da galáxia a produzir planetas terrestres. O bojo galáctico, a região da galáxia mais próxima do Centro Galáctico, tem uma distribuição [Fe/H] com um pico de −0.2 unidades de expoente decimal (dex) em relação à razão do Sol (onde −1 seria 1⁄10 de tal metalicidade); o disco fino, no qual estão os setores locais do Braço local, tem uma metalicidade média de −0.02 dex na distância orbital do Sol ao redor do Centro Galáctico, reduzindo em 0.07 dex para cada kiloparsec adicional de distância orbital. O disco espesso estendido tem uma média [Fe/H] de −0.6 dex, enquanto o halo galáctico, a região mais distante do Centro Galáctico, tem o menor pico de distribuição [Fe/H], em torno de −1.5 dex. Além disso, razões como [C/O], [Mg/Fe], [Si/Fe] e [S/Fe] podem ser relevantes para a capacidade de uma região de uma galáxia de formar planetas terrestres habitáveis, e de estes [Mg/Fe] e [Si/Fe] estão diminuindo lentamente ao longo do tempo, o que significa que os futuros planetas terrestres são mais propensos a possuir núcleos de ferro maiores.
Além de quantidades específicas dos vários elementos estáveis que compõem a massa de um planeta terrestre, uma abundância de radionuclídeos como 40K, 235U, 238U e 232Th é necessária para aquecer o interior do planeta e alimentar os processos de sustentação da vida, como as placas tectônicas, vulcanismo e um dínamo geomagnético. As razões [U/H] e [Th/H] são dependentes da razão [Fe/H]; no entanto, uma função geral para a abundância de 40K não pode ser criada com dados existentes.
Mesmo em um planeta habitável com radioisótopos suficientes para aquecer seu interior, várias moléculas prebióticas são necessárias para produzir vida; portanto, a distribuição dessas moléculas na galáxia é importante para determinar a zona habitável galáctica. Um estudo de 2008 de Samantha Blair e colegas tentou determinar a borda externa da zona habitável galáctica por meio da análise das emissões de formaldeído e monóxido de carbono de várias nuvens moleculares gigantes espalhadas pela Via Láctea; no entanto, os dados não são conclusivos nem completos.
Enquanto a alta metalicidade é benéfica para a criação de exoplanetas terrestres, uma quantidade excessiva pode ser prejudicial à vida. O excesso de metalicidade pode levar à formação de um grande número de gigantes gasosos em um determinado sistema, que podem posteriormente migrar além da linha de gelo do sistema e se tornarem Júpiteres quentes, perturbando planetas que de outra forma estariam localizados na zona habitável do sistema. Assim, verificou-se que o princípio de Cachinhos Dourados também se aplica à metalicidade; sistemas de baixa metalicidade têm baixas probabilidades de formar planetas de massa terrestre, enquanto metalicidades excessivas causam o desenvolvimento de um grande número de gigantes gasosos, interrompendo a dinâmica orbital do sistema e alterando a habitabilidade de planetas terrestres no sistema.

### Eventos catastróficos

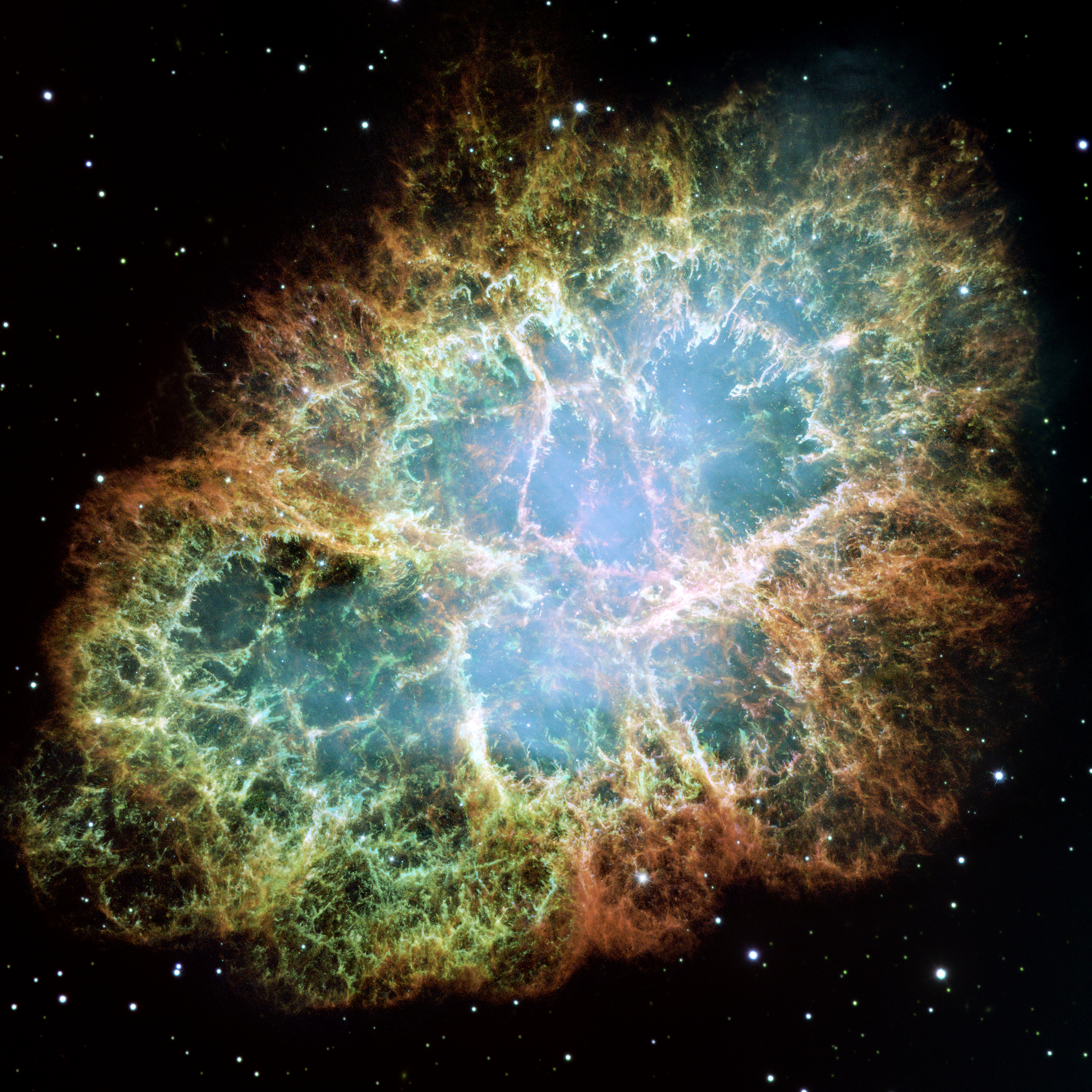
O impacto das supernovas na extensão da zona habitável galáctica tem sido extensivamente estudado

Além de estar em uma região da galáxia que é quimicamente vantajosa para o desenvolvimento da vida, uma estrela também deve evitar um número excessivo de eventos cósmicos catastróficos com potencial para danificar a vida em seus planetas habitáveis. As supernovas próximas, por exemplo, têm o potencial de prejudicar gravemente a vida em um planeta; com frequência excessiva, essas explosões catastróficas têm o potencial de esterilizar uma região inteira de uma galáxia por bilhões de anos. O bojo galáctico, por exemplo, experimentou uma onda inicial de formação estelar extremamente rápida, desencadeando uma cascata de supernovas que por cinco bilhões de anos deixou aquela área quase completamente incapaz de desenvolver vida.
Além de supernovas, explosões de raios gama, quantidades excessivas de radiação, perturbações gravitacionais e vários outros eventos foram propostos para afetar a distribuição da vida dentro da galáxia. Estes incluem, controversamente, propostas como "marés galácticas" com potencial para induzir impactos cometários ou mesmo corpos frios de matéria escura que atravessam organismos e induzem mutações genéticas. No entanto, o impacto de muitos desses eventos pode ser difícil de quantificar.

### Morfologia galáctica
Várias características morfológicas das galáxias podem afetar seu potencial de habitabilidade. Braços espirais, por exemplo, são a localização da formação estelar, mas contêm numerosas nuvens moleculares gigantes e uma alta densidade de estrelas que podem perturbar a nuvem de Oort de uma estrela, enviando avalanches de cometas e asteroides em direção a qualquer planeta mais distante. Além disso, a alta densidade de estrelas e a taxa de formação massiva de estrelas podem expor quaisquer estrelas que orbitem dentro dos braços espirais por muito tempo a explosões de supernovas, reduzindo suas perspectivas de sobrevivência e desenvolvimento da vida. Considerando esses fatores, o Sol se posiciona vantajosamente dentro da galáxia porque, além de estar fora de um braço espiral, orbita próximo ao círculo de coroação, maximizando o intervalo entre os cruzamentos dos braços espirais.
Braços espirais também têm a capacidade de causar mudanças climáticas em um planeta. Passando pelas densas nuvens moleculares dos braços espirais galácticos, os ventos estelares podem ser empurrados de volta ao ponto em que uma camada reflexiva de hidrogênio se acumula na atmosfera de um planeta em órbita, talvez levando a um cenário de Terra bola de neve.
Uma galáxia espiral barrada também tem o potencial de afetar o tamanho da zona habitável galáctica. Acredita-se que as galáxia barradas cresçam com o tempo, eventualmente atingindo o raio de coroação da galáxia e perturbando as órbitas das estrelas já existentes. Estrelas de alta metalicidade como o nosso Sol, por exemplo, em uma localização intermediária entre o halo galáctico de baixa metalicidade e o Centro Galáctico de alta radiação, podem estar espalhadas por toda a galáxia, afetando a definição da zona habitável galáctica. Foi sugerido que, por esta razão, pode ser impossível definir adequadamente uma zona habitável galáctica.

## Fronteiras

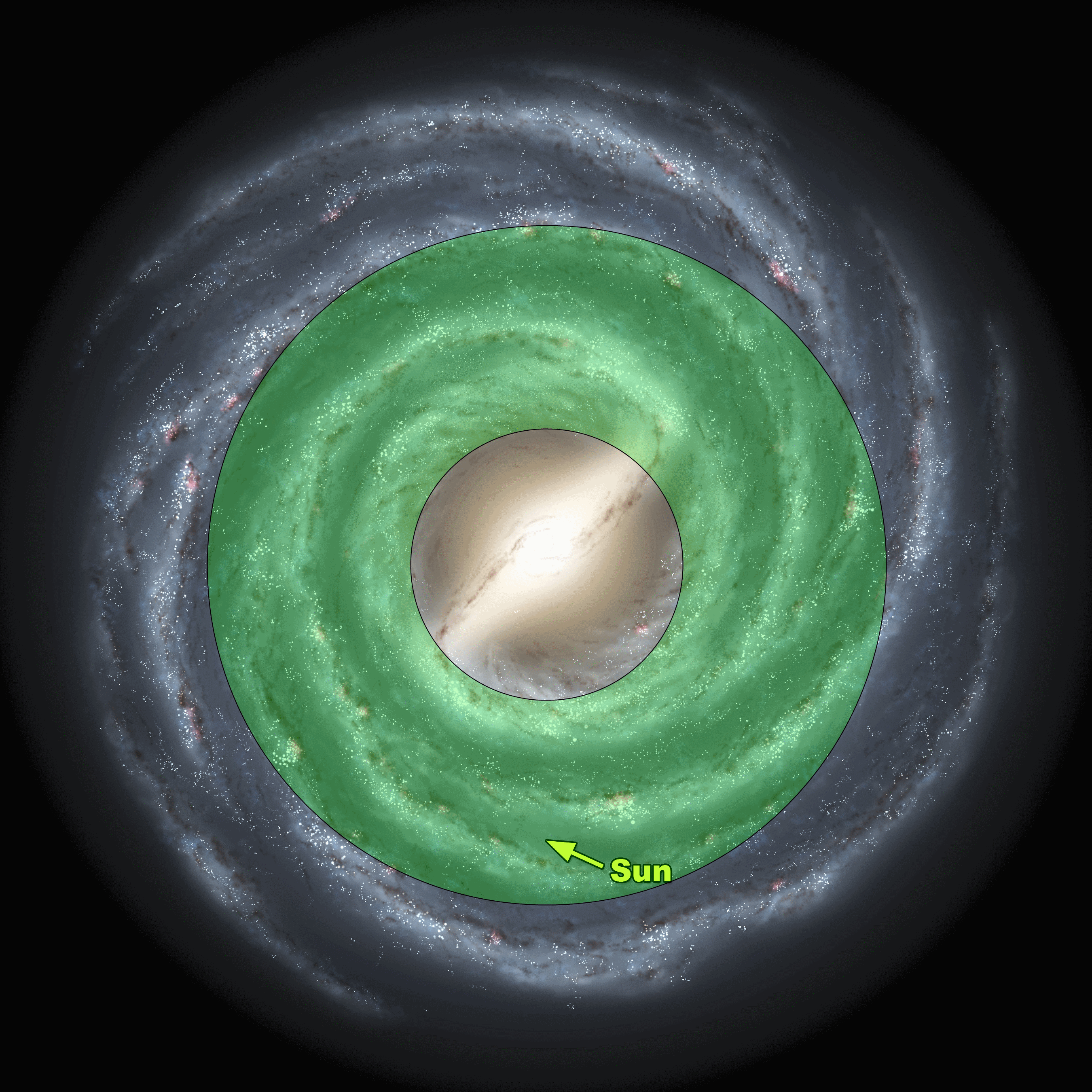
A zona habitável galáctica é frequentemente vista como um anel 7-9 kpc do Centro Galáctico, mostrado em verde aqui, embora pesquisas recentes tenham colocado isso em questão

As primeiras pesquisas sobre a zona habitável galáctica, incluindo o artigo de 2001 de Guillermo Gonzalez, Donald E. Brownlee e Peter Ward, não demarcaram quaisquer limites específicos, apenas afirmando que a zona era um anel que engloba uma região da galáxia que foi enriquecida com metais e poupada de radiação excessiva, e essa habitabilidade seria mais provável no disco fino da galáxia. No entanto, pesquisas posteriores realizadas em 2004 por C. H. Lineweaver e colegas criaram limites para esse anel, no caso da Via Láctea, variando de 7 kpc a 9 kpc do Centro Galáctico.
A equipe do Lineweaver também analisou a evolução da zona habitável galáctica em relação ao tempo, descobrindo, por exemplo, que estrelas próximas ao bojo galáctico tiveram que se formar dentro de uma janela de tempo de cerca de dois bilhões de anos para ter planetas habitáveis. Antes dessa janela, as estrelas do bojo galáctico seriam impedidas de ter planetas que sustentam a vida de eventos frequentes de supernovas. Após a ameaça da supernova ter diminuído, no entanto, a metalicidade crescente do Centro Galáctico acabaria significando que as estrelas teriam um grande número de planetas gigantes, com o potencial de desestabilizar sistemas estelares e alterar radicalmente a órbita de qualquer planeta localizado na zona habitável de uma estrela. Simulações realizadas em 2005 na Universidade de Washington, no entanto, mostram que mesmo na presença de Júpiteres quentes, os planetas terrestres podem permanecer estáveis por longos períodos de tempo.
Um estudo de 2006 de Milan M. Ćirković e colegas estendeu a noção de uma zona habitável galáctica dependente do tempo, analisando vários eventos catastróficos, bem como a evolução secular subjacente da dinâmica galáctica. O artigo considera que o número de planetas habitáveis pode flutuar descontroladamente com o tempo devido ao tempo imprevisível de eventos catastróficos, criando assim um equilíbrio pontuado no qual planetas habitáveis são mais prováveis em alguns momentos do que em outros. Com base nos resultados das simulações de Monte Carlo em um modelo de brinquedo da Via Láctea, a equipe descobriu que o número de planetas habitáveis provavelmente aumentará com o tempo, embora não em um padrão perfeitamente linear.
Estudos subsequentes viram uma revisão mais fundamental do antigo conceito da zona habitável galáctica como um anel. Em 2008, um estudo de Nikos Prantzos revelou que, enquanto a probabilidade de um planeta escapar da esterilização por supernova era maior a uma distância de cerca de 10 kpc do centro galáctico, a densidade de estrelas no interior da galáxia significava que o maior número de planetas habitáveis podem ser encontrados lá. A pesquisa foi corroborada em um artigo de 2011 de Michael Gowanlock, que calculou a frequência de planetas sobreviventes de supernovas em função de sua distância do centro galáctico, sua altura acima do plano galáctico e sua idade, descobrindo que cerca de 0.3% estrelas na galáxia podem hoje suportar vida complexa, ou 1.2% se não considerarmos o bloqueio de maré de planetas anãs vermelhas como impedindo o desenvolvimento de vida complexa.

## Crítica
A ideia da zona habitável galáctica foi criticada por Nikos Prantzos, alegando que os parâmetros para criá-la são impossíveis de definir, mesmo que aproximadamente, e que, assim, a zona habitável galáctica pode ser apenas uma ferramenta conceitual útil para permitir uma melhor compreensão a distribuição da vida, em vez de um fim em si mesmo. Por essas razões, Prantzos sugeriu que toda a galáxia pode ser habitável, em vez de a habitabilidade ser restrita a uma região específica no espaço e no tempo. Além disso, as estrelas "montando" nos braços espirais da galáxia podem se mover dezenas de milhares de anos-luz de suas órbitas originais, apoiando assim a noção de que pode não haver uma zona habitável galáctica específica. Uma simulação de Monte Carlo, melhorando os mecanismos usados por Milan M. Ćirković em 2006, foi realizada em 2010 por Duncan Forgan do Observatório Real de Edimburgo. Os dados coletados dos experimentos apoiam a noção de Prantzos de que não existe uma zona habitável galáctica solidamente definida, indicando a possibilidade de centenas de civilizações extraterrestres na Via Láctea, embora mais dados sejam necessários para que uma determinação definitiva seja feita.